# NGC 7738
NGC 7738 (również PGC 72247 lub UGC 12757) – galaktyka spiralna z poprzeczką (SBb), znajdująca się w gwiazdozbiorze Ryb. Odkrył ją Gaspare Ferrari w 1865 roku. Jest to galaktyka z aktywnym jądrem typu LINER.